# Spirit in the Room
Spirit in the Room je studiové album velšského zpěváka Toma Jonese. Vydalo jej v květnu roku 2012 hudební vydavatelství Island Records a jeho producentem byl Ethan Johns. Album je složené z coververzí od různých hudebníků, mezi které patří například Tom Waits, Paul Simon a Leonard Cohen. Na celém albu je pouze jedna autorská píseň, sice „Traveling Shoes“. V žebříčku UK Albums Chart se album umístilo na osmé příčce. Jde o zpěvákovo v pořadí čtyřicáté studiové album.

## Seznam skladeb
| Pořadí | Název                                 | Autor                       | Délka |
| ------ | ------------------------------------- | --------------------------- | ----- |
| 1.     | Tower of Song                         | Leonard Cohen               | 3:56  |
| 2.     | (I Want to) Come Home                 | Paul McCartney              | 3:16  |
| 3.     | Hit or Miss                           | Odetta Gordon               | 3:41  |
| 4.     | Love and Blessings                    | Paul Simon                  | 4:23  |
| 5.     | Soul of a Man                         | Blind Willie Johnson        | 3:49  |
| 6.     | Bad as Me                             | Kathleen Brennan, Tom Waits | 3:33  |
| 7.     | Dimming of the Day                    | Richard Thompson            | 3:01  |
| 8.     | Traveling Shoes                       | Ethan Johns, Tom Jones      | 2:38  |
| 9.     | All Blues Hail Mary                   | Joe Henry                   | 4:25  |
| 10.    | Charlie Darwin                        | The Low Anthem              | 4:45  |
| 11.    | Just Dropped In                       | Mickey Newbury              | 4:36  |
| 12.    | Lone Pilgrim                          | B. F. White, Adger M. Pace  | 3:04  |
| 13.    | When the Deal Goes Down               | Bob Dylan                   | 5:27  |
| 14.    | Hit or Miss (rozhlasová verze; bonus) | Odetta Gordon               | 3:20  |

## Obsazení
- Tom Jones – zpěv
- Ethan Johns – baskytara, kytara, perkuse
- Stella Mozgawa – bicí, perkuse
- Samuel Dixon – baskytara
- Ian Jennings – kontrabas